# Harald Nehring
Harald Nehring (* 1929 in Berlin) ist ein deutscher Maler und Hörspielautor.

## Wirken
Nehring war 1946–1947 Tiermaler im Kopenhagener Aquarium.  Von 1948 bis 1953 war er Meisterschüler für Kunsthandwerk in Berlin. In den Jahren 1961–1962 arbeitete er mit Marionetten, danach war er von 1964 bis 1966 Tierwärter im Berliner Zoo. Von 1966 bis 1972 arbeitete er als Tierzeichner für das Botanische Museum Berlin. In Zusammenarbeit mit dem Regisseur Jörg Jannings entstand über mehrere Jahre für den RIAS ein autobiographischer Hörfilm aus dem Berlin der Jahre von 1933 bis 1978. Das Hörspiel Auf Sand gebaut – Eine Berliner Kindheit wurde 1982 produziert und zwischen dem 21. und 23. Mai 1983 erstgesendet. Es wurde als Hörspiel des Monats Mai 1983 ausgezeichnet. Nehring war bei der Produktion auch als Regieassistent und einziger Sprecher beteiligt.